# やまつみスポーツクラブ

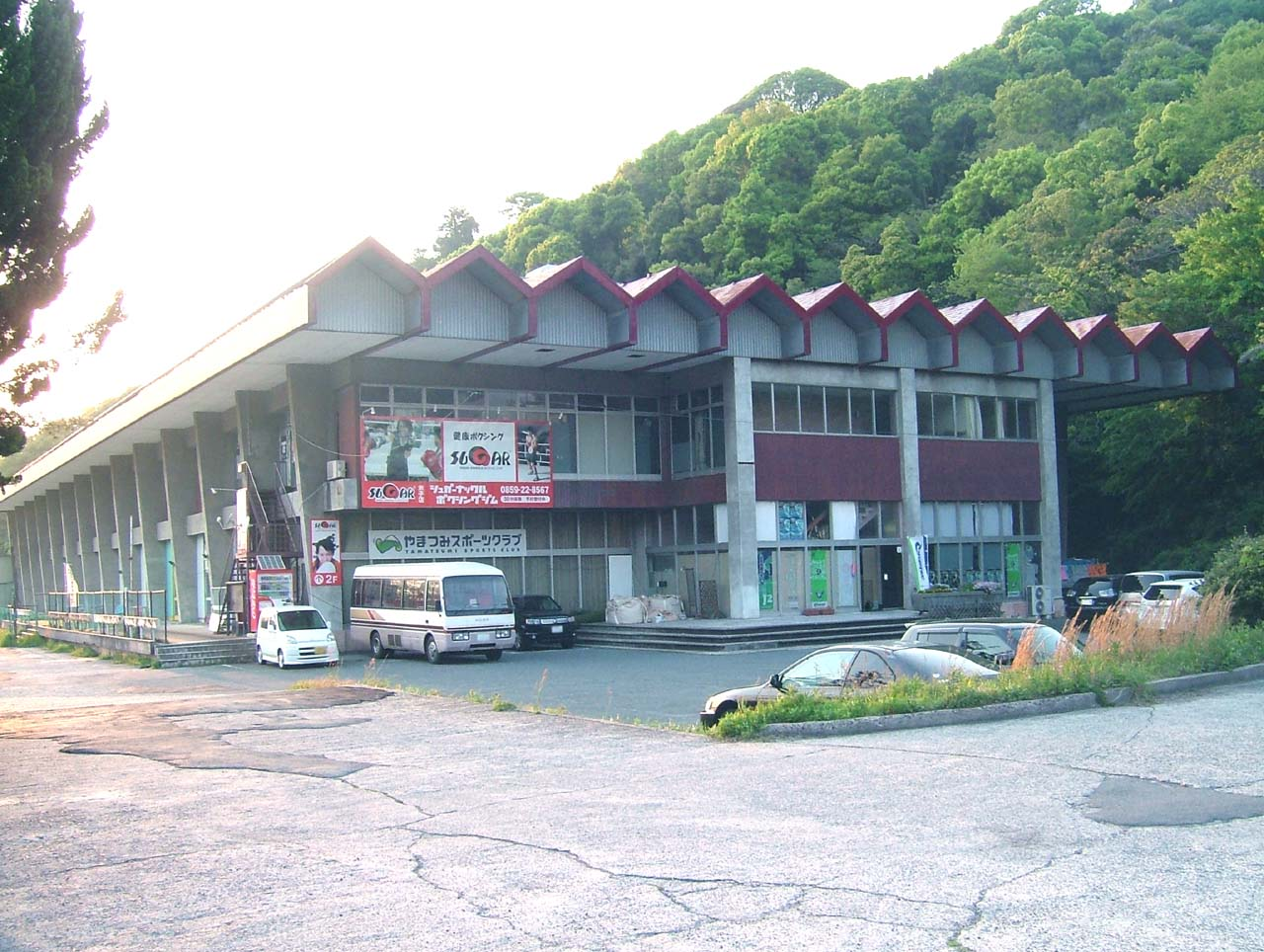
クラブ施設が入居している旧アイススケート場

やまつみスポーツクラブは、鳥取県知事認証の特定非営利活動法人（NPO法人）で運営されるスポーツクラブである。

## 歴史
- 1999年4月、米子市で地域に根ざしたサッカー・スポーツスクールを運営することを念頭に置いた任意団体・「ジョイフットよなご」として発足。同年11月、NPO法人移行を念頭に、塚野真樹（元Jリーガー・現ガイナーレ鳥取代表）を代表発起人として「やまつみスポーツクラブ」に名称を定める。
- 2000年6月NPO法人設立を前提としたやまつみスポーツクラブの設立総会が実施され、同年10月、鳥取県にNPO法人申請書を提出、同年2月にNPO法人認証承認。と同時に、SC鳥取（当時日本フットボールリーグ参入を果たす）をやまつみSC傘下におき、そのサッカー部として活動する。
- 2002年1月、民間が所有していたアイススケート場の跡地を借り受けてクラブ施設を移転。同年4月「ジョイフットスクール・エアロダンス部」が活動を開始。
- 2003年から文部科学省の放課後地域子どもスポーツ支援事業の助成による「復活!公園遊び事業」を開始。同年12月これらの活動が評価され鳥取県教育委員会「教育表彰」受賞。
- 2007年サッカー部・SC鳥取（ガイナーレ鳥取）トップ・ユース・ジュニアユースチームの運営を「株式会社SC鳥取」に移管。Jリーグ準加盟になり、これを機にサッカー部の本拠地を事実上鳥取市に移転（公式にはホームタウンエリア拡大）。
- 2011年鳥取県サッカーリーグ・SC鳥取ドリームスの運営を開始。

## 復活!公園遊び
前述の通り、2003年から文部科学省の放課後地域子どもスポーツ支援事業の助成を受けて開始された。趣旨は屋外で遊ぶ機会が少ない子供たちに、そのような機会を提供しようというもので、SC鳥取の選手たちややまつみスポーツクラブのスタッフらが「ガキ大将」役となり、子供たちと鬼ごっこなどをして遊ぶというもの。同時にSC鳥取により親しんでもらおうという狙いもあったが、活動は高く評価され、2003年12月に鳥取県教育委員会による「教育表彰」を受賞した。
その後、2007年にSC鳥取がガイナーレ鳥取となり、同チームの運営がやまつみスポーツクラブの手を離れても、引き続き選手派遣などの形で協力を得ながらイベントを行っている。
2011年には、東日本大震災の被災地である岩手県内でも同イベントを実施した。